# Craterocephalus lacustris
Craterocephalus lacustris é uma espécie de peixe da família Atherinidae.
É endémica da Papua-Nova Guiné.
Os seus habitats naturais são: lagos de água doce.